# Sacháyoj
Sacháyoj is een plaats in het Argentijnse bestuurlijke gebied Alberdi in de provincie Santiago del Estero. De plaats telt 2.120 inwoners.